# Brigitte Mohn

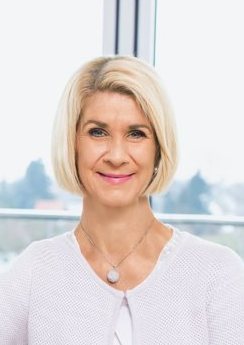
Brigitte Mohn (2016)

Brigitte Mohn (* 28. Juni 1964 als Brigitte Scholz in Stuttgart-Degerloch) ist eine deutsche Unternehmerin und Vorstandsvorsitzende der Bertelsmann Stiftung. Sie ist Gesellschafterin der Bertelsmann Verwaltungsgesellschaft und Mitglied der Aufsichtsräte des Bertelsmann-Konzerns. Außerdem ist Mohn Vorsitzende des Kuratoriums der Stiftung Deutsche Schlaganfall-Hilfe.

## Herkunft
Mohn ist eines von sechs Kindern des 2009 verstorbenen Medienunternehmers und langjährigen Bertelsmann-Vorsitzenden Reinhard Mohn. Ihre Mutter Liz Mohn ist unter anderem Vorsitzende des Vorstands der Liz Mohn Stiftung.
Im Anschluss an das Abitur 1984 wollte Mohn zunächst Ärztin werden, entschloss sich aber für ein Studium der Politikwissenschaft, Kunstgeschichte und Germanistik an der Otto-Friedrich-Universität Bamberg, der Westfälischen Wilhelms-Universität in Münster und der Universität Augsburg. 1993 promovierte sie an der privaten Universität Witten/Herdecke. 2001 absolvierte Mohn ein MBA-Studium an der WHU – Otto Beisheim School of Management in Vallendar bei Koblenz sowie der Kellogg School of Management in den Vereinigten Staaten.

## Wirken
Ab 1993 arbeitete Mohn als Lektorin am Institut für Weltwirtschaft in Kiel. Anschließend wechselte sie zur US-amerikanischen Verlagsgruppe Bantam Doubleday Dell nach New York City, wo sie den Bereich „Academic Marketing“ leitete. Außerdem arbeitete sie im Kinderbuchverlag von Random House und in den kanadischen Doubleday-Buchclubs. Von 1997 bis 1998 war Mohn als Unternehmensberaterin bei McKinsey & Company in Hamburg tätig. Anschließend arbeitete sie bis 2000 für die Multimediaagentur Pixelpark in der Schweiz.
In die Stiftungsarbeit stieg Mohn Ende des Jahres 2000 ein. Von 2001 bis 2014 war sie Vorstandsvorsitzende der Stiftung Deutsche Schlaganfall-Hilfe, die ihre Mutter Liz Mohn 1993 gegründet hatte. Die Stiftung setzt sich für eine bessere Prävention und Früherkennung der Krankheit ein. 2014 übernahm sie den Vorsitz des Kuratoriums.
Nachdem Mohn seit 2002 in der Geschäftsleitung der Bertelsmann Stiftung den Bereich Medizin verantwortet hatte, rückte sie Anfang 2005 in den Vorstand auf. Dort ist sie heute für die Programme Gesundheit, Nachhaltige Kommunen, Digitalisierung und Gemeinwohl zuständig. Zum 1. August 2025 übernahm sie den Vorstandsvorsitz.
2008 rückte Mohn in die Bertelsmann Verwaltungsgesellschaft auf, welche die Stimmrechte in der Hauptversammlung von Bertelsmann kontrolliert und wurde zudem Mitglied des Aufsichtsrats, wo sie die sechste Generation der Eigentümerfamilien repräsentiert. Ihre Berufung sollte insbesondere die Kontinuität der Familie und die Wahrnehmung gesellschaftlicher Verantwortung sicherstellen.

## Mandate
Mohn ist stellvertretende Vorsitzende des Aufsichtsrates von Phineo und Mitglied des Kuratoriums der Stiftung RTL – Wir helfen Kindern. Außerdem gehörte sie von 2002 bis 2020 dem Aufsichtsrat des Gesundheitsdienstleisters Rhön-Klinikum an.

## Ehrungen
Für ihr soziales Engagement erhielt Mohn 2016 den Ehrenpreis für soziales Unternehmertum der Beratungsgesellschaft Ernst & Young.
2018 wurde ihr der Ethics in Business Award der Internationalen Vereinigung für menschliche Werte (IAHV) verliehen. Im selben Jahr erhielt sie den Erika-Pitzer-Preis.

## Veröffentlichungen
- Brigitte Mohn: Kommunale Jugendhilfe im Übergang: Analyse ausgewählter Bereiche der Implementation des KJHG. In: Dissertation. Universität Witten/Herdecke, 1993, DNB 943055717.
- Brigitte Mohn, Monika Kirschner: Risiko Schlaganfall: kompetent vorbeugen, Alarmsignale erkennen, richtig handeln, Folgen vermeiden. Egmont VGS, Köln 2005, ISBN 3-8025-1696-6.
- Liz Mohn, Brigitte Mohn, Werner Weidenfeld, Johannes Meier: Werte. Was die Gesellschaft zusammenhält. Verlag Bertelsmann Stiftung, Gütersloh 2006, ISBN 3-89204-908-4.
- Brigitte Mohn: Es gibt Werte, die für mich gesetzt sind. In: Stefanie Unger (Hrsg.): Vertrauen ist gut: Werte in der Krise oder Krise der Werte? Frankfurter Allgemeine Buch, Frankfurt am Main 2010, ISBN 978-3-89981-207-7.